# Murder in the Hotel Lisbon
Murder in the Hotel Lisbon est un jeu vidéo d'aventure en pointer-et-cliquer développé et édité par Nerd Monkeys, sorti en 2014 sur Windows, Mac OS, Linux et iOS.

## Accueil
- Adventure Gamers : 2,5/5[1]
- Canard PC : 7/10[2]